# Arnoso (Puenteareas)
San Lorenzo de Arnoso es una parroquia que se encuentra en el municipio de Puenteareas (Pontevedra). 
Limita al norte y al oeste con la parroquia de Santa Mariña de Xinzo, al este con la de Santa María de Areas y al sur con la de Gulanes. 

## Demografía
Según el censo municipal de 2014 tenía 257 habitantes 120 hombres y 137 mujeres) (fuente del I.N.E.) distribuidos en 5 entidades de población, lo que representa una disminución con respecto al año 1999, cuando tenía 276 habitantes. 

## Iglesia
Su iglesia está dedicada a San Lorenzo y fue construida en 1861, registrando sólo la totalidad del retablo neoclásico.
En la parte exterior se encuentran dos cruceros, uno enfrente de dicha iglesia y otro a un lado de este.
Se pueden apreciar también 3 cruces que representan el Calvario.

## Historia

### SigloIX
Para algunos historiadores la donación del rey Alfonso III a Santiago de Compostela (Tumbo A), de los años 893 y 899, podría referirse a esta parroquia y no al vecino. Entre ellos Antonio López Ferreiro en su libro "Historia de la Santa A.M. Iglesia de Santiago de Compostela".
Como en el libro "Estudios de hidronimia paleoeuropea gallega" de Edelmiro Bascuas.
Aparece dicha donación en el Tumbo A de la catedral de Santiago con fecha del 25 de julio del año 893: 
"offerimus atque donamus glorie uestre pro uictu fratrum in loco uestro degentium et sustentacione pauperum seu peregrinorum adueniencium uel ibi commorantium ecclesiam Sancte Marie, nobis iure debita, que est est fundata in uilla quam dicunt Arenosium iuxta fluuium Tena."
La segunda mención en dicho manuscrito corresponde a la fecha del 6 de mayo del año 899 en la que se reiteran y confirman las donaciones anteriores hechas al obispo Sisnando: "item et ecclesiam Sancte Marie in Arenoso juxta fluuium Tena cum cunctis prestationibus suis."

### sigloXIII
Vuelve a aparecer esta parroquia en un manuscrito datado el 29 de marzo de 1223 en el que Urraca Gomit vende al monasterio de Santa María de Melón (Orense) unas herdades en Arnoso, Arais y San Lorenzo por 100 sueldos:
"In Dei nomine. Ego Urraca Gomit facio cartam in centum aureis roboratam vobis domno
Vermudo abbati de Melon et Gomecio priori et conventui de omni hereditate quam habeo in
Arnusu et in Sancto Laurentio vel debeo habere ego et omnis vox mea." 
Continuación de dicho manuscrito
"De omni hereditate vobis vendita tam in Arnusu quam in Arais vel in Sancto Laurentio,
quantum habeo, in iure vestro maneat sine omni calumpnia."

### sigloXIV
El 12 de octubre de 1347, María de Segemonde otorga carta de desembargo de bienes a favor del mismo monasterio de un casal, heredad, derechuras y otras pertenencias del lagar llamado casal de María, en la feligresía de San Lorenzo de Arnoso, que ella y su difunto marido Gil Rodríguez le habían usurpado a este.

### sigloXVIII
El 28 de julio de 1752 se lleva a cabo el catastro de Ensenada (1749), por orden de Fernando VII, en el que se dejan por escrito los datos de dicha parroquia.
De este documento se puede extraer que en Arnoso había en dicha fecha 87 vecinos, 90 casas habitables, 10 inhabitables y 12 arruinadas. 
Contaba con 3 molinos de agua:
-	Molino de Vichiña
-	Molino de Outeiriño
-	Molino de Foxiño
Había también 2 tabernas y 28 colmenas.

## Lugares
Sus núcleos de población son: O Cotarel, Oliveira (A Oliveira), Souto da Presa (O Souto da Presa), Outeiriño (O Outeiriño), Muxena (A Muxena) y Covelo (O Covelo).

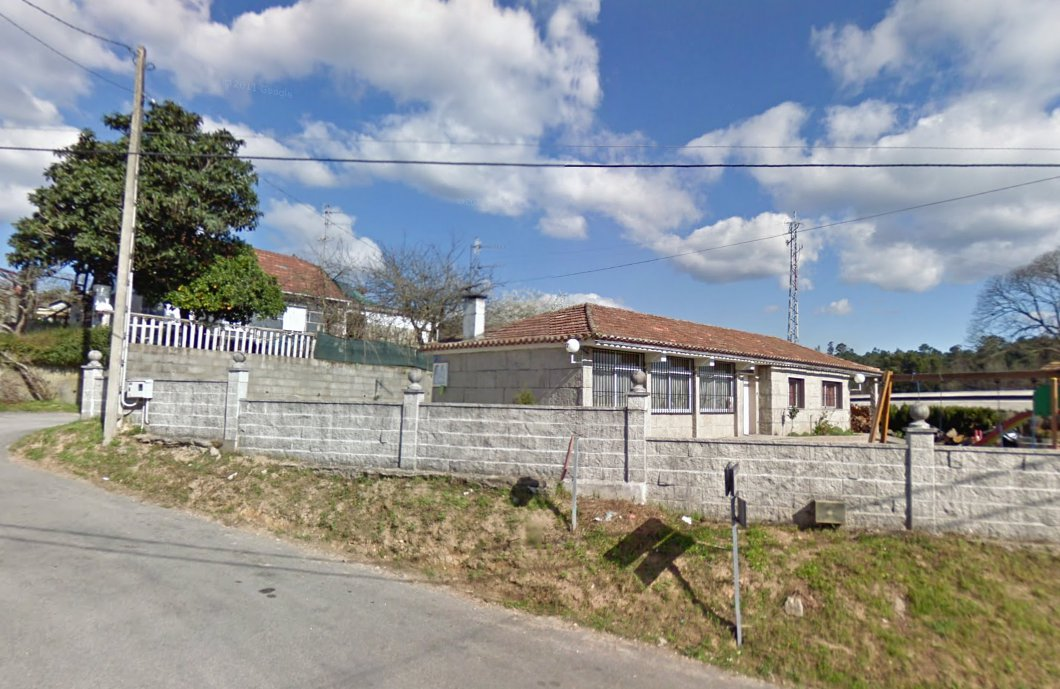
Centro cultural
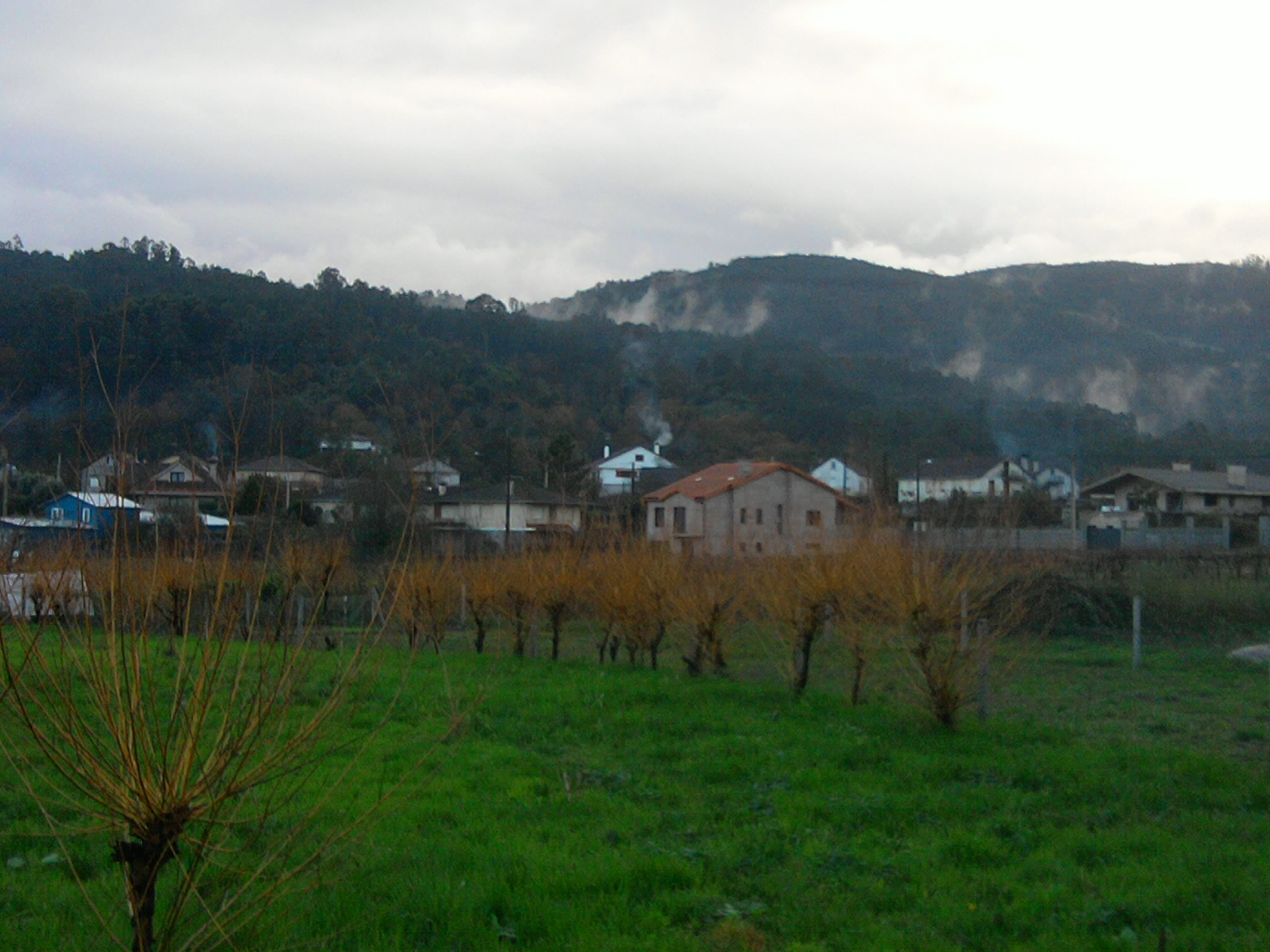
Barrio de Arnoso